# Nabalkoně
Nabalkoně byl olomoucký divadelní soubor, který vznikl roku 2012. Fungovat přestal v roce 2023.
Založen byl při Katedře divadelních a filmových studií Univerzity Palackého v Olomouci, kde využíval prostoru Divadla K3. Roku 2018 se stal oficiálním domovským souborem Divadla na Šantovce a zároveň v září 2018 otevřel vlastní Nabalkoně kabaretní scénu, která slouží jako kulturní klub s tematickými, hudebními či filmovými večery. Zakladateli souboru jsou principálka Markéta Králová (rozená Zborníková) a Karel Vaněk, členy jsou především studenti a absolventi uměnovědných oborů na Univerzitě Palackého.

## Historie
Markéta Králová a Karel Vaněk se roku 2011 setkali na přehlídce Dětská scéna ve Svitavách a posléze při studiu na niverzitě Palackého v Olomouci. Ke vznikajícímu souboru byl přizván Vít Zborník a následně i další studenti a absolventi převážně uměnovědných oborů stejné univerzity. Ve svém počátku se soubor zaměřoval na výchovně-vzdělávací činnost – první inscenací byla Halucinka, která byla koncipována jako interaktivní zážitková přednáška doplněná o divadelní představení a diskusi o drogové tematice.
Následovala inscenace Vzpomínáte si? vytvořená na základě knižní předlohy Dárce Lois Lowryové. V dalších letech soubor Nabalkoně uvedl inscenace Koexistence a Ifigenie v Aulidě. Následná inscenace Stojí hruška (2016) vznikla podle scénáře Milady Mašátové a byla zfilmována ve spolupráci s univerzitním spolkem Absent 90’s. Oba univerzitní subjekty se následně spojily, a vznikl tak spolek nesoucí jméno Nabalkoně skládající se však ze tří sekcí: divadelní (Nabalkoně Divadlo – vedoucí: Markéta Králová), filmové (Nabalkoně Film – vedoucí Lukáš B. Citnar) a hudební (Nabalkoně Orchestra – vedoucí Krystyna Pękała).
Roku 2018 navázalo Nabalkoně spolupráci s Divadlem na Šantovce, stalo se jeho domácím souborem, a získalo tak stabilní prostor pro zkoušky i pro představení. V tomto novém prostoru proběhly premiéry inscenací Pocahontas či Jak je důležité míti Filipa. Novou éru soubor zahájil v září 2018, kdy v Olomouci založil Nabalkoně kabaretní scénu sídlící na ulici Univerzitní 18. Ta slouží coby multifunkční prostor – konají se zde na míru upravená divadelní představení, autorská čtení, koncerty či tematicky laděné večery. Ve stejném roce byl soubor oceněn třemi Studentskými Thaliemi, a to za autorský tvar v sekci uměleckých škol, cenou herecké asociace a cenou designérů TV Prima za výtvarný nápad při řešení prostoru Nabalkoně kabaretní scény.

## Poetika
Poetika Nabalkoně jako uměleckého celku tkví v reflexivních výpovědích o současném světě pomocí absurdity, aktualizací, ironie a doslovného humoru. Zároveň je využíváno jednoduchosti scény a rekvizit, čímž je pozornost přiváděna k samotné herecké akci.
Původní zaměření na výchovně-vzdělávací projekty se proměnilo s inscenací Koexistence, která byla prvním autorským textem souboru. V následně uvedených inscenacích lze pozorovat několik dramaturgických linií. Antické tragédie (Ifigenie v Aulidě, Xgona), v nichž je kladen důraz na aktualizaci, pohádky (Pocahontas) a převážně Japonskem inspirované legendy (Stojí hruška, Hanako).

## Inscenace
Seznam inscenací:
- Halucinka – Premiéra 25. 6. 2013, režie Markéta Králová.
- Vzpomínáte si? – Premiéra 11. 6. 2014, režie Markéta Králová. Čestné uznání Vítu Zborníkovi za herecký výkon v roli Jonase a cena souboru Nabalkoně za dramaturgii na 13. ročníku přehlídky amatérského divadla Valašské křoví 2015.[12]
- Koexistence – Premiéra 27. 5. 2015, režie Karel Vaněk, Markéta Králová, Michal Nagy.  Doporučení z Krajské přehlídky mladého amatérského divadla Svitavský Fanda na celostátní přehlídku experimentujícího divadla Šrámkův Písek a doporučení na divadelní přehlídku Mladá scéna Ústí nad Orlicí 2016.[13] Cena poroty Karolíně Hejlové a Vítu Zborníkovi za herecké výkony na festivalu Přemostění 2016.[14]
- Ifigenie v Aulidě – Premiéra 21. 6. 2016, režie Markéta Králová.
- Stojí hruška – Premiéra 21. 6. 2016, režie Markéta Králová, Michal Nagy.  Cena za hudební složku, za pokus o současnou interpretaci mýtu a doporučení na Wolkerův Prostějov 2018 z Krajské přehlídky mladého amatérského divadla Svitavský Fanda 2018.[13]
- Hanako – Premiéra 12. 6. 2017, režie Vít Zborník. Doporučení na Wolkerův Prostějov 2018
- Láskabaret aneb Tohle neměl nikdo číst – Premiéra 30. 10. 2017, režie Markéta Králová.
- Pocahontas – Premiéra 28. 1. 2018, režie Markéta Králová.
- Jak je důležité míti Filipa – Premiéra 9. 3. 2018, režie Markéta Králová.
- Xgona – Premiéra 11. 3. 2019, režie Vít Zborník.
- Scapino aneb Sluha málem principálem – Premiéra 17. 6. 2019, režie Markéta Králová.
- Amadeus – Premiéra 12. 12. 2019, režie Vít Zborník.
- Morena - premiéra 23. květen 2021, režie Vít Zborník. Cena pro Víta Zborníka za režijní koncepci, cena pro soubor za kolektivní sdělení, cena za herectví pro Adama Suchánka v roli průvodce. Doporučení na Šrámkův písek 2021, Doporučení na Mladou scénu 2021 (jako inspirativní představení). Ze Šrámkova Písku následné doporučení pro radu Jiráskova Hronova 2021 do doprovodného programu.

## Filmy
Seznam filmů:
- Byt č. 9 – Premiéra 8. 11. 2015, režie Lukáš B. Citnar.
- Univerzitní Blvd – Premiéra 3. 3. 2016, režie Věra Starečková.
- Křehká – Premiéra 8. 3. 2016, režie Lukáš B. Citnar.
- Stojí hruška – Premiéra 29. 11. 2016, režie Markéta Králová, Lukáš B. Citnar.
- Můj život s Kamilem – Premiéra 17. 3. 2017, režie Lukáš B. Citnar.